# Liste der Auslandsreisen von Bundespräsident Gustav Heinemann
Der deutsche Bundespräsident Gustav Heinemann hat während seiner Amtszeit vom 1. Juli 1969 bis zum 30. Juni 1974 folgende offizielle Auslandsreisen durchgeführt.

## 1969

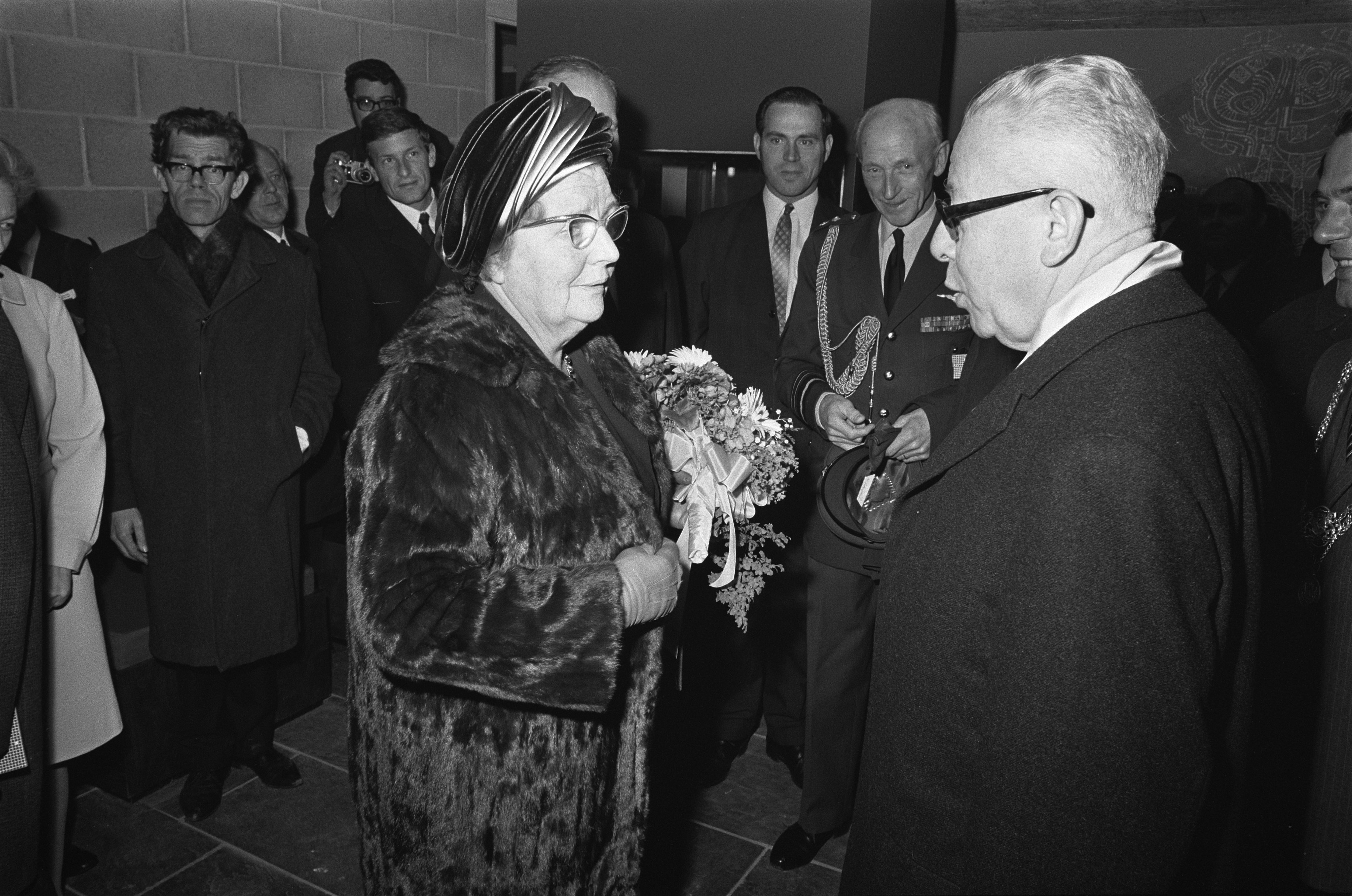
Bundespräsident Gustav Heinemann mit Juliana, Königin der Niederlande

| Datum    | Staaten     |
| -------- | ----------- |
| November | Niederlande |

## 1970
| Datum  | Staaten               |
| ------ | --------------------- |
| Mai    | Japan                 |
| Sommer | Dänemark und Schweden |
| Herbst | Norwegen              |

## 1971
| Datum | Staaten                          |
| ----- | -------------------------------- |
| März  | Venezuela, Kolumbien und Ecuador |
| Mai   | Rumänien                         |

## 1972

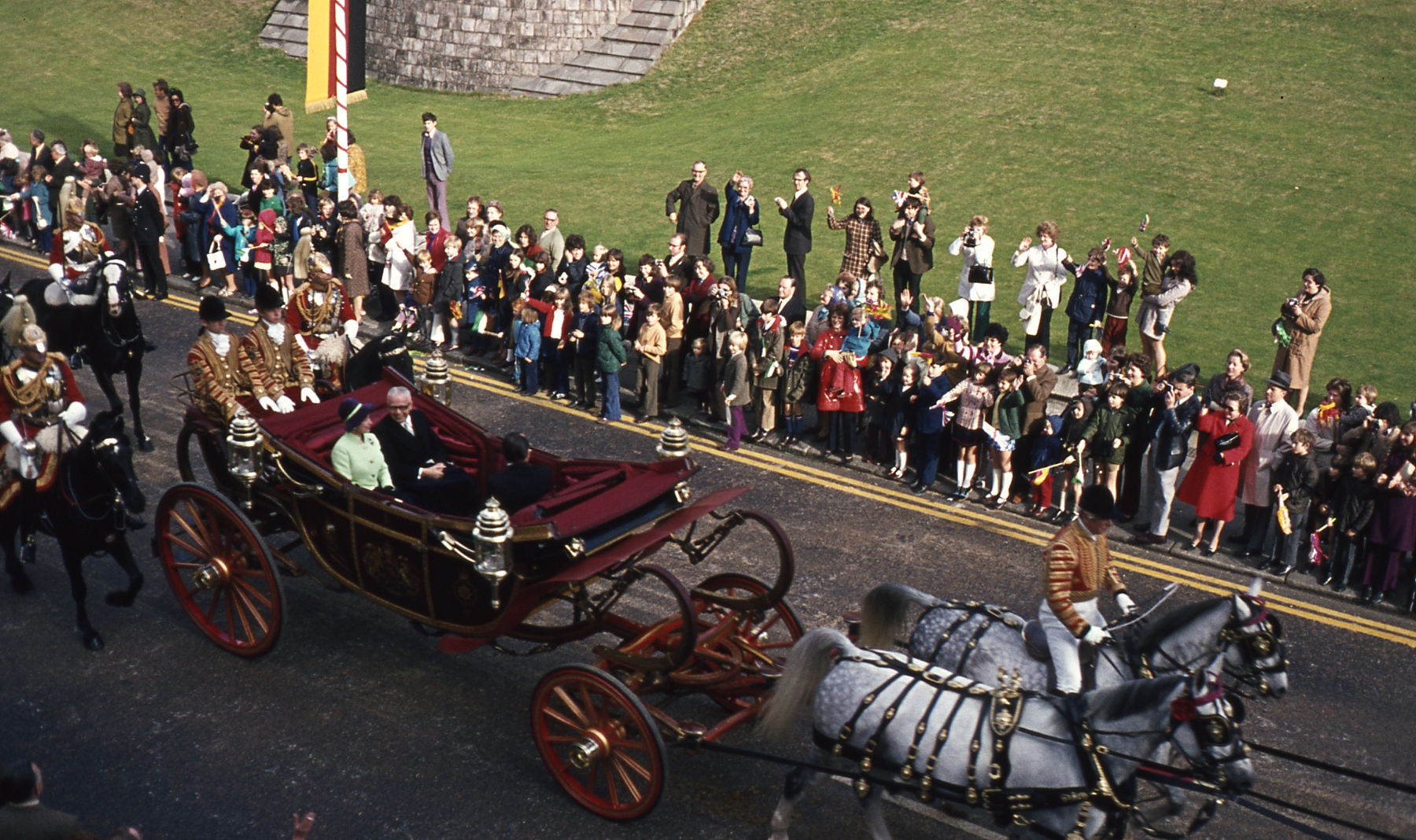
Staatsbesuch in Großbritannien

| Datum   | Staaten                            |
| ------- | ---------------------------------- |
| Oktober | Schweiz und Vereinigtes Königreich |

## 1973
| Staaten                  |
| ------------------------ |
| Italien und Vatikanstadt |
| Luxemburg                |

## 1974
| Staaten |
| ------- |
| Belgien |